# Liste des châteaux d'Inverclyde
Cette liste recense les principaux châteaux du council area d'Inverclyde en Écosse.

## Liste
| Nom                       | Type              | Date         | Condition                   | Propriétaire      | Localisation                              | Notes                                | Image |
| ------------------------- | ----------------- | ------------ | --------------------------- | ----------------- | ----------------------------------------- | ------------------------------------ | ----- |
| Tour d'Ardgowan           | Maison-tour       | XVe siècle   | En ruines                   | Privé             | Inverkip, 55° 54′ 57″ N, 4° 52′ 22″ O     | Également appelé château d'Inverkip. |       |
| Château de Levan          | Maison-tour       | XIVe siècle  | Restauré                    | Privé             | Gourock, 55° 56′ 49″ N, 4° 51′ 31″ O      | Transformé en chambre d'hôtes.       |       |
| Château de Wemyss         | Maison historique | vers 1850    | Démoli en 1984              |                   | Wemyss Bay, 55° 53′ 28″ N, 4° 53′ 49″ O   |                                      |       |
| Château de Duchal         | Château fort      | XIIIe siècle | En ruines                   |                   | Kilmacolm, 55° 52′ 52″ N, 4° 39′ 33″ O    |                                      |       |
| Château de Dunrod         | Château fort      |              | En ruines                   |                   | Inverkip, 55° 54′ 57″ N, 4° 52′ 22″ O     |                                      |       |
| Château d'Easter Greenock |                   | XVIe siècle  | Démoli dans les années 1830 |                   | Greenock, 55° 56′ 12″ N, 4° 44′ 08″ O     |                                      |       |
| Château de Newark         |                   | 1478         | Restauré                    | Historic Scotland | Port Glasgow, 55° 56′ 04″ N, 4° 40′ 39″ O | Ouvert au public                     |       |